# Małgorzata przy kołowrotku
Małgorzata przy kołowrotku (oryg. tytuł w jęz. niem.: Gretchen am Spinnrade – „Małgosia przy kołowrotku”) – pieśń Franza Schuberta z 1814 do fragmentu tekstu z dramatu Faust Johanna Wolfganga von Goethego. Kompozycja ta, oznaczona jako op. 2 (w katalogu Deutscha nr 118), była pierwszą pieśnią kompozytora, która odniosła sukces. Została skomponowana w formie ronda (A-B-A-C-A-D-A). 
Pieśń uznawana przez niektórych za symboliczny początek romantyzmu.